# Sét thượng tầng khí quyển

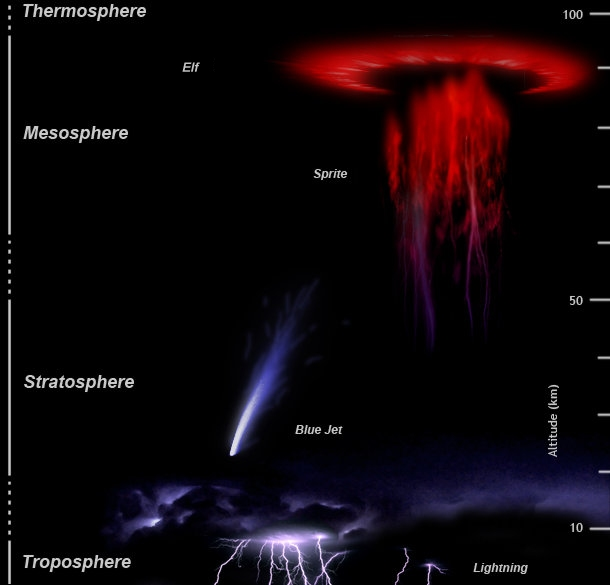
Sơ đồ vị trí xuất hiện của các loại sét thượng tầng khí quyển.

Sét thượng tầng khí quyển hay sét tầng điện li là những tên gọi được các nhà nghiên cứu sử dụng để chỉ họ các hiện tượng đánh thủng điện xảy ra trong khoảng thời gian rất ngắn trên các tầng khí quyển cao của Trái Đất, ở độ cao phía trên đám mây dông và những tia sét thông thường. Sét thượng tầng khí quyển được tin là những dạng plasma phát sáng trên khí quyển cao được kích hoạt bởi các hiệu ứng điện. Một cái tên hợp lý hơn cho các hiện tượng này là các sự kiện phát sáng thời gian ngắn (transient lumnious event - TLE), thay vì coi là một loại tia sét như cách gọi "sét thượng tầng khí quyển" bởi các hiện tượng phóng điện trên khí quyển cao thiếu các đặc tính thường thấy của sét tầng đối lưu thông thường.
Hiện tượng phát sáng thời gian ngắn cũng đã được phát hiện trong những bức ảnh tử ngoại trên khí quyển cao của Sao Mộc bởi tàu thăm dò Juno, ở trên độ cao của các đám mây chứa nước tạo ra sét thông thường.

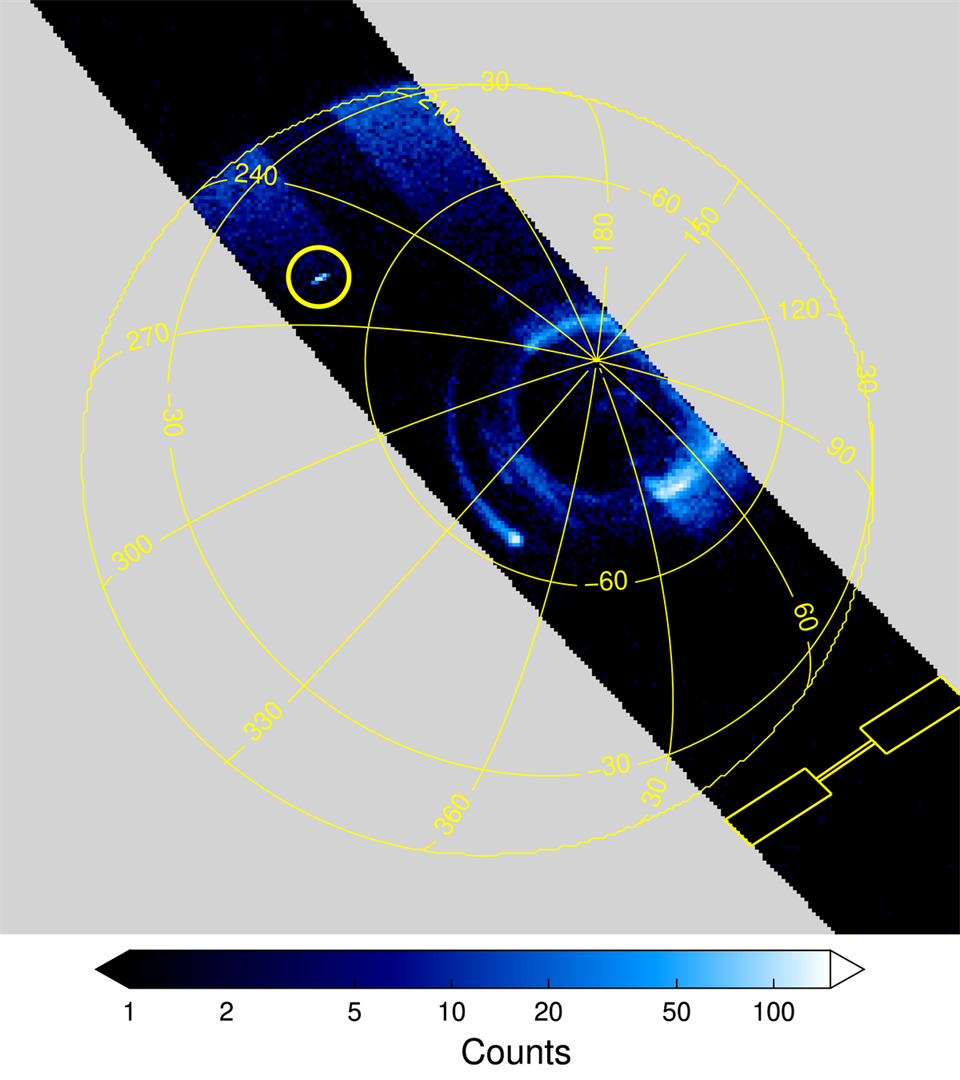
Hình ảnh phát hiện một TLE trên Sao Mộc bởi tàu thăm dò Juno của NASA.

## Tính chất
Những hiện tượng TLE được chia làm vài loại, loại phổ biến nhất là sprite hay sét dị hình. Sprite là những ánh sáng đỏ rực xảy ra ở độ cao bên trên các hệ thống bão. Trong đó, sprite loại C (hay "sprite dạng cột") là loại ánh sáng đỏ hình cột thẳng đứng. Sprite loại C với các hình tua ở bên dưới đôi khi được gọi là "sprite cà rốt". Một số loại TLE khác bao gồm: quầng sprite, ghost, troll, blue jet, gigantic jet, pixie, gnome, và ELVES. Các TLE là các hiện tượng thứ cấp xảy ra trên khí quyển cao và có liên quan đến dông sét ở tầng đối lưu bên dưới. Tên gọi ban đầu của nhiều hiện tượng TLE được có nguồn gốc thần thoại, đó là do cảm hứng từ tên gọi của sprite.
Những hiện tượng TLE thường tồn tại trong khoảng thời từ 1 mili giây đến hơn 2 giây. Đoạn video đầu tiên vô tình chụp được một TLE vào đêm 22 và rạng sáng ngày 23 tháng 9 năm 1989, khi nhà nghiên cứu R.C Franz đã để máy quay của ông ghi hình qua đêm để quan sát bầu trời buổi tối. Khi xem lại đoạn video đã quay được, hai hình ảnh vệt thẳng đứng hình ngón tay xuất hiện trong hai khung hình của đoạn phim. Đoạn video ghi hình được một TLE tiếp theo được biết là vào năm 1989, khi Nhiệm vụ Tàu con thoi STS-34 đang tiến hành thực nghiệm quan trắc sét tầm trung MLE (Mesoscale Lightning Observation Experiment). Vào ngày 21 tháng 10 năm 1989, một số TLE đã được ghi hình trên các quỹ đạo tàu con thoi số 44 và 45. Đến nay, hiện tượng TLE đã được quan sát bởi nhiều hệ thống ghi hình quang học, với ước tính (vào đầu năm 2009) khoảng hàng chục nghìn sự kiện đã được ghi lại gần đây. Tần suất xuất hiện toàn cầu của TLE được ước tính theo các dữ liệu quan sát từ vệ tinh (FORMOSAT-2) là vào khoảng vài triệu lần mỗi năm (khoảng 24 lần mỗi phút).

## Lịch sử
Vào những năm 1920, nhà vật lý người Scotland C.T.R. Wilson tiên đoán rằng sự đánh thủng điện có thể xảy ra trên khí quyển cao bên trên những đám mây dông. Trong nhiều thập kỷ sau đó, các hiện tượng phóng điện trên khí quyển cao đã được các phi công máy bay báo cáo nhưng chưa được chấp nhận bởi các nhà khí tượng học cho đến khi bằng chứng hình ảnh trực tiếp đầu tiên được ghi lại vào năm 1989. Một vài năm sau, những sự kiện quang học này được đặt tên là "sprite" bởi các nhà nghiên cứu, khi đó họ chưa biết nhiều về các thuộc tính vật lý của chúng. Các thuật ngữ sprite đỏ và jet xanh trở nên phổ biến sau khi một đoạn video clip được công bố sau một dự án hàng không nghiên cứu sprite vào năm 1994.

## Sét dị hình (Sprite)
Sét dị hình là một hiện tượng phóng điện trên khí quyển cao có quy mô rất lớn, nó hình thành trên cả các đám mây dông, hay mây vũ tích (cumulonimbus), dẫn đến việc nó có rất nhiều hình dạng khác nhau. Nó được kích hoạt bởi các tia sét CG dương giữa đám mây và mặt đất. Sprite xảy ra do các điện tích theo kênh dẫn sét phóng lên trên từ bên dưới, từ trong vùng đỉnh đám mây bão hay từ mặt đất. Sprite xảy ra chủ yếu ở tầng trung lưu cách mặt đất 50÷90 km. Cái tên Sprite được đặt theo tên theo những yêu tinh tinh nghịch trong thần thoại châu Âu (ví dụ Ariel hay Puck, linh hồn của không khí trong những vở kịch Giông tố và Giấc mộng đêm hè của Shakespeare), nhưng cũng là viết tắt của cụm từ Stratospheric/mesospheric Perturbations Resulting from Intense Thunderstorm Electrification ("sự nhiễu loạn bình lưu/trung lưu do hiệu ứng điện mạnh trong cơn dông"). Bình thường chúng trông giống như một đám mây đỏ-cam hay xanh lá-xanh dương với các tua bên dưới và đôi khi còn có một cái vòng (quầng) ở bên trên. Sprite diễn ra trong khoảng thời gian ngắn, khoảng từ vài mili giây tới 2 giây. Tới nay đã có hàng nghìn quan sát về sprite. Sprite được cho là nguyên nhân gây ra các sự cố tai nạn không thể giải thích được của các phương tiện có tầm hoạt động cao hơn các đám mây bão.

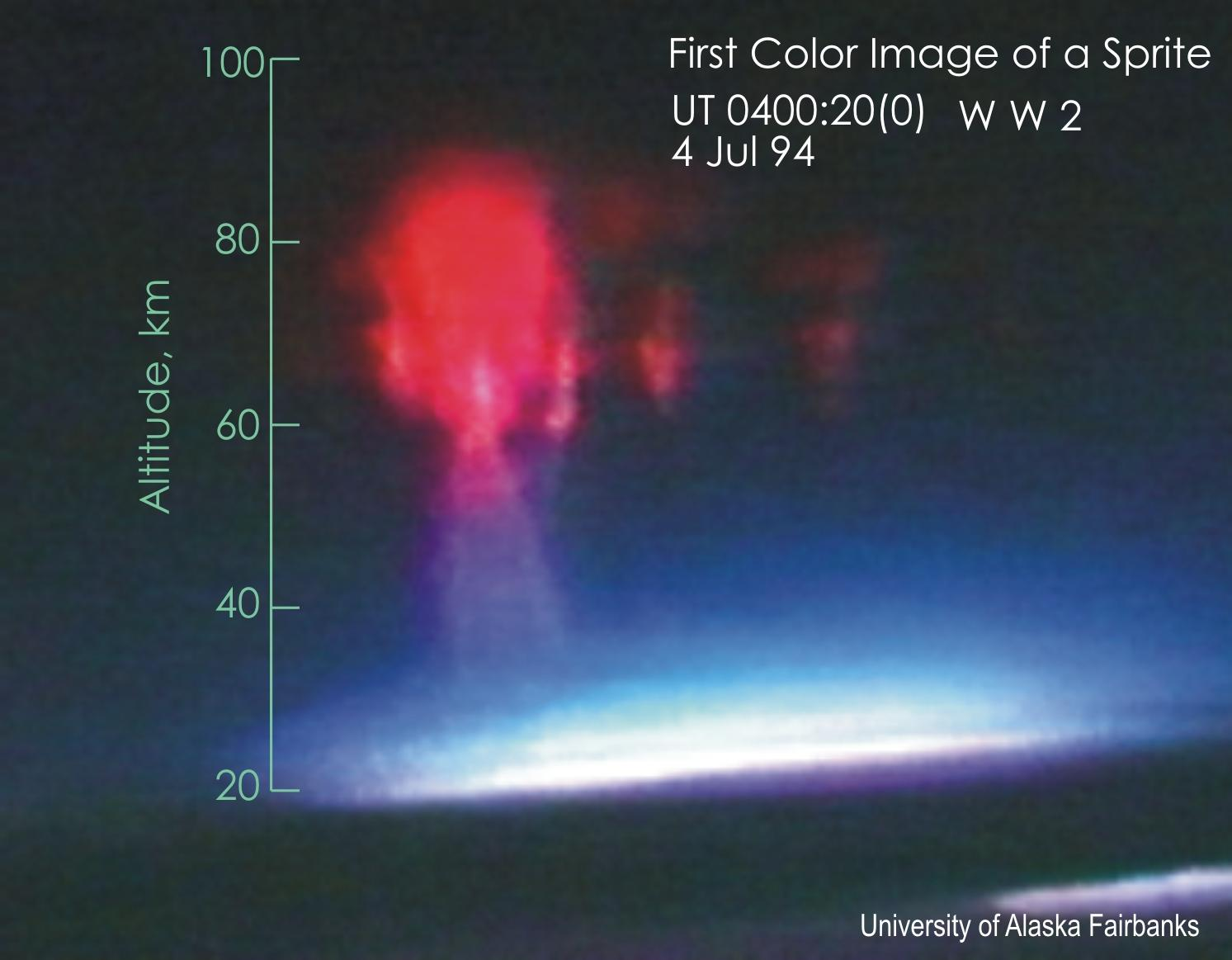
Bức ảnh màu đầu tiên về Sprite, chụp từ trên máy bay.
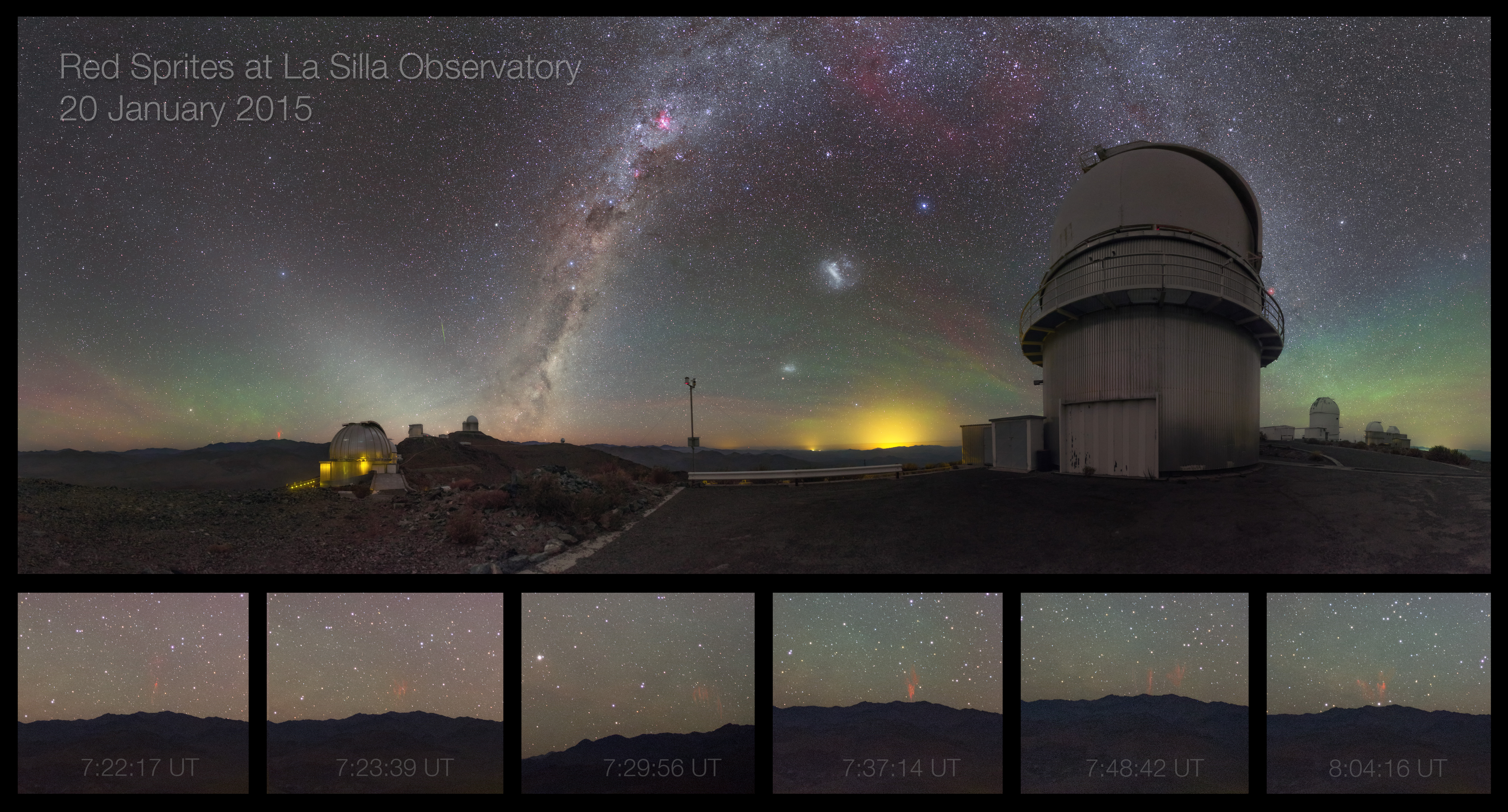
Sprite giữa hè tại Đài thiên văn La Silla.
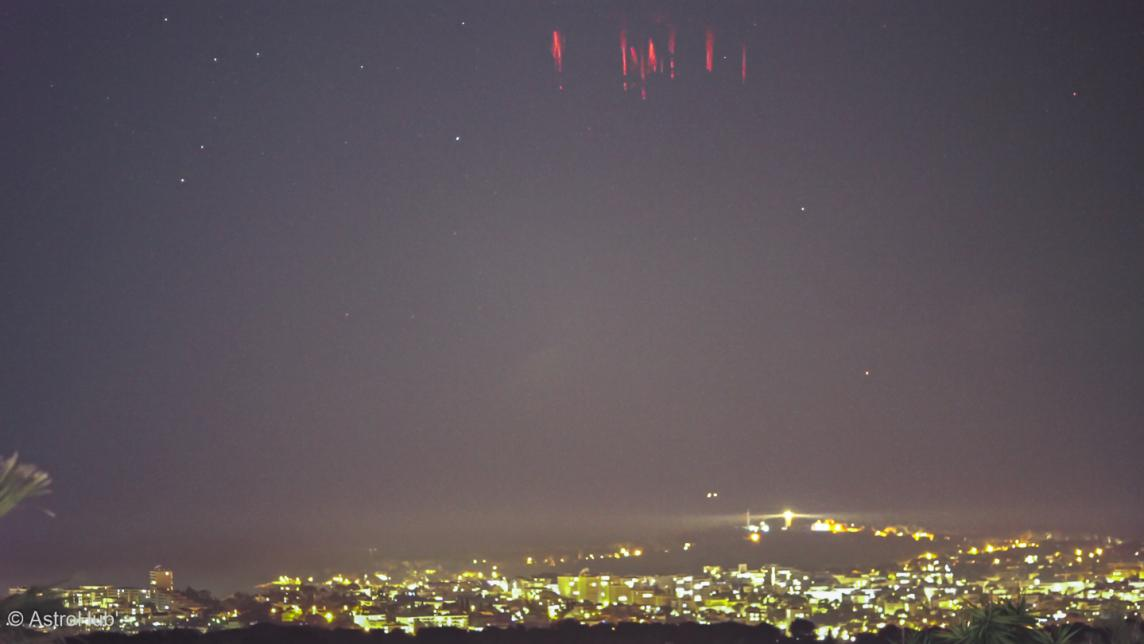
Sprite trên vùng trời Rome, được quan sát từ Antibes - Pháp
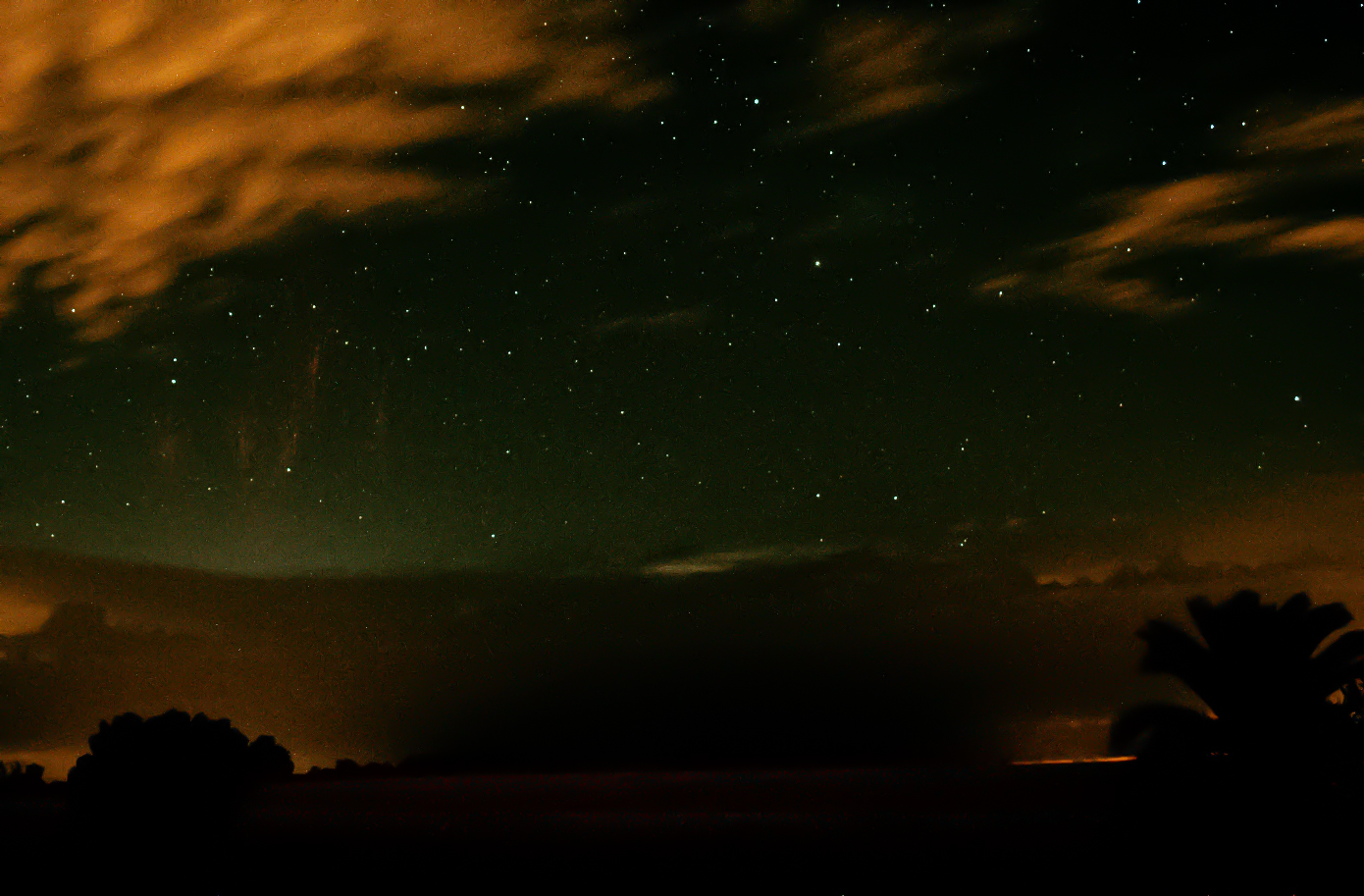
Một số tia sprite tại Oro Verde, Argentina, chụp ngày 2 tháng 2 năm 2014

## Các hiện tượng jet

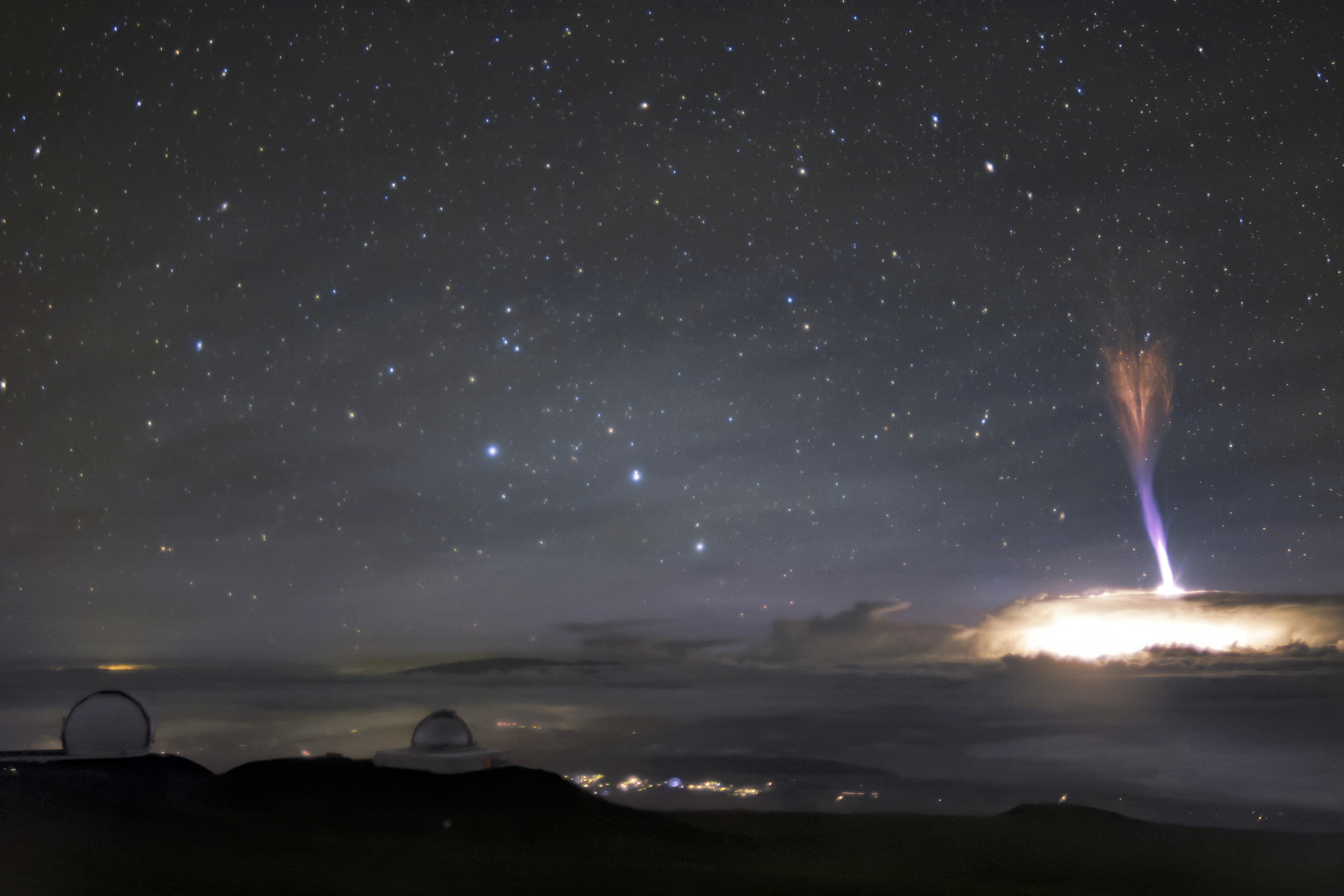
Gigantic jet chụp tại vùng núi lửa Mauna Kea, Hawaii.

Mặc dù các hiện tượng jet thường được coi là các loại sét thượng tầng khí quyển, nhưng người ta đã phát hiện ra rằng thực ra chúng là các phần của tia sét tầng đối lưu và là một hình thức phóng điện từ đám mây ra ngoài không khí và di chuyển lên trên. Trái lại, các loại TLE khác không kết nối điện trực tiếp với tia sét tầng đối lưu—mặc dù được kích hoạt bởi nó. Hai loại jet chính là "blue jet" và "gigantic jet", còn "blue starter" được coi là một dạng yếu hơn của blue jet.

### Sét dị hình xanh (Blue jet)

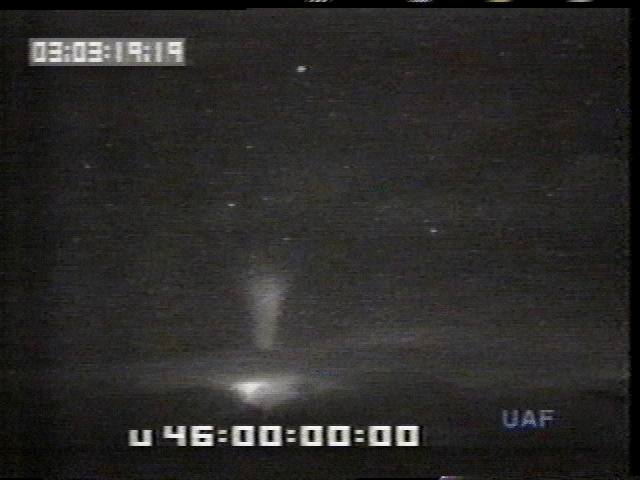
Blue jet, chụp bởi NASA

Blue jet thường hình thành phía trên các đám mây bão, nó thường trông giống như một ngôi sao băng và di chuyển trong tầng bình lưu cách mặt đất khoảng 40 km đến 80 km. Giả thuyết cho rằng chúng bắt đầu như những sự phóng điện bình thường giữa vùng chóp đám mây dông chứa điện tích dương và một "lớp chắn" điện tích âm có mặt phía trên  vùng này. Đầu kênh dẫn dương của hệ thống kênh sét hai chiều hình thành trong đám mây có thể lấp đầy vùng điện tích âm của khí quyển nói trên trước khi đầu kênh âm kịp lấp vào vùng điện tích dương đỉnh mây, và kênh dẫn dương sau đó tiếp tục truyền đi thoát ra khỏi đám mây lên trên khí quyển cao hơn. Trước đây người ta tin rằng blue jet không liên quan trực tiếp tới tia sét, và sự xuất hiện của mưa đá bằng cách nào đó dẫn đến sự hình thành của chúng. Chúng sáng hơn các sét dị hình sprite và như cái tên chúng có màu xanh lam. Màu sắc này được cho là từ tập hợp vạch phát xạ xanh lam và gần tử ngoại của các phân tử nitơ trung hòa và ion hóa.
Tư liệu ghi hình đầu tiên của loại sét này được thực hiện ngày 21 tháng 10 năm 1989, được ghi lại từ tàu con thoi khi nó lướt qua Úc và sau đó bắt đầu có nhiều tài liệu hơn sau nhiều chuyến bay thí nghiệm của Đại học Alaska. Blue jet xuất hiện hiếm hơn các tia sprite. Cho tới năm 2007, chỉ có ít hơn 100 hình ảnh về chúng đã được thu thập, và phần lớn những bức ảnh này, bao gồm cả bức ảnh màu đầu tiên, chỉ liên hệ với một cơn dông duy nhất. Những hình ảnh này được chụp trong loạt các nghiên cứu hàng không vào năm 1994 để nghiên cứu sprite. Tới gần đây, nguồn gốc và sự hình thành blue jet đã được quan sát từ Trạm vũ trụ Quốc tế.

### Blue starter
Một loại sự kiện phát sáng khác có họ hàng với blue jet, gọi là blue starter. Đó là sự phóng điện với cơ chế tương tự từ trên đỉnh đám mây lên khí quyển nhưng nó lên thấp hơn và sáng hơn blue jet, chỉ lên đến độ cao 20 km. Blue starter được phát hiện trong đoạn video từ một chuyến bay nghiên cứu quanh đám mây bão vào ban đêm. Theo Tiến sĩ Victor P. Pasko, phó giáo sư kỹ thuật điện, "Blue starter dường như là các blue jet không hoàn chỉnh."

### Sét dị hình Gigantic jet
Gigantic jet là một sự phóng điện trên tầm cao hơn mây, ra khí quyển với kích cỡ lớn hơn đáng kể so với blue jet, vì thế cũng dễ nhận thấy hơn. Gigantic jet lên cao hơn các blue jet và phần trên của một tia gigantic jet có màu xanh-đỏ. Khác với các blue jet được cho là xuất phát giữa miền điện tích dương ở đỉnh đám mây và lớp chắn điện tích âm ngay phía trên, gigantic jet dường như bắt đầu nội bộ mây giữa vùng điện dương đỉnh mây và vùng điện âm ở giữa đám mây. Kênh dẫn âm sau đó thoát ra từ đám mây tới tầng điện ly trước khi nó có thể gây phóng điện bên trong đám mây. Các gigantic jet vươn lên tới độ cao lớn hơn các blue jet, tận cùng đến 90km. Trong khi chúng trông giống các sprite dạng cà rốt, gigantic jet khác biệt ở chỗ chúng không liên quan tới sét từ mây xuống đất và truyền đi lên phía trên từ đám mây với tốc độ chậm hơn.

#### Các quan sát
- Ngày 14 tháng 10 năm 2001 các nhà khoa học của đài quan sát Arecibo đã chụp được bức ảnh về hai tia gigantic jet khổng lồ đi cùng nhau xuất hiện ở độ cao 70 km (45 mi).[25] Hai tia sét xuất phát từ một cơn bão ngoài khơi và biến mất trong giây lát. Một tia có tốc độ di chuyển ban đầu khoảng 50.000 m/s, tốc độ của các tia sét thông thường, nhưng sau đó tăng tốc lên từ 160.000 đến 270.000 m/s khi bắt đầu tách ra làm hai và khi đi lên tầng điện li, nó đã tăng tốc tới ít nhất 2.000.000 m/s (4.500.000 mph; 7.200.000 km/h) và phát nổ sáng rực.
- Vào ngày 22 tháng 7 năm 2002 tạp chí khoa học Nature đã đăng tin về việc nhìn thấy 5 tia sét gigantic jet cực lớn xuất hiện, có chiều dài vào khoảng 60 đến 70 kilômét (35 đến 45 mi) trong vùng Biển Đông, nó chỉ xuất hiện trong một giây nhưng có hình dáng rất giống như một cái cây hay củ cà rốt.[26][27]
- Ngày 2 tháng 2 năm 2014, Trạm quan trắc Oro Verde ở Argentina đã thông báo về 10 hoặc nhiều hơn các sự kiện gigantic jet (nhưng cũng có thể là sprite) được quan sát phía trên một cơn dông ở phía nam tỉnh Entre Ríos. Tâm bão ở vị trí 33°N, 60°T, gần thành phố Rosario.[cần dẫn nguồn]
- Vào ngày 10 tháng 11 năm 2012, Bản tin khoa học Trung Quốc đã báo cáo một sự kiện một tia jet khổng lồ được quan sát phía trên một cơn dông tại miền đông Trung Quốc đại lục vào ngày 12 tháng 8 năm 2010: "GJ event that was clearly recorded in eastern China" (vị trí tâm bão 35,6°B; 119,8°Đ, gần biển Hoàng Hải).[28]
- Ngày 13 tháng 8 năm 2016, khi đang quan sát mưa sao băng Perseids, nhiếp ảnh gia Phebe Pan đã chụp một bức ảnh bằng thấu kính góc rộng thể hiện rõ một tia gigantic jet, ở trên đỉnh núi Thạch Khanh Không ở tỉnh Quảng Đông[29] và Lý Hoa Long cũng chụp được tia jet đó ở một nơi xa hơn tại huyện Gia Hòa, tỉnh Hồ Nam, Trung Quốc.[30]
- Vào ngày 28 tháng 3 năm 2017, nhiếp ảnh gia Jeff Miles đã chụp được bốn tia jet khổng lồ trên bầu trời Australia.[31]
- Vào ngày 16 tháng 10 năm 2019, phi công Chris Holmes đã ghi hình được trên đoạn video với độ phân giải cao về một tia gigantic jet ở độ cao 10,6 km (35 000 feet) trên vịnh Mexico ở gần Bán đảo Yucatán.[32] Ở khoảng cách 35 dặm (56 km), video của Holmes cho thấy một luồng sáng màu xanh lam mọc từ đỉnh một đám mây dông vượt lên tới tầng điện li, phần trên cùng chuyển màu đỏ. Ngay sau đó, một kênh sét màu trắng rực rỡ từ từ di chuyển leo lên từ đỉnh đám mây, lên tới khoảng 10% độ cao của tia gigantic jet trước khi biến mất.
- Ngày 20 tháng 9 năm 2021, vào lúc 10:41 tối (02:41 UTC) tại Cabo Rojo, Puerto Rico, nhìn về hướng đông bắc, nhiếp ảnh gia Frankie Lucena đã ghi hình một video về một sự kiện plasma gigantic jet xảy ra phía trên một cơn dông địa phương. [33]

## Elves
Elves thường có dạng phẳng, mờ, giống như sóng chấn động của một vụ nổ, có đường kính khoảng 402 km (250 dặm) nhưng chỉ xuất hiện trong một mili giây. Chúng bắt đầu hình thành trong tầng điện li phía trên các đám mây bão khoảng 97 km (61 dặm). Màu sắc của chúng vẫn là một câu hỏi nhưng hiện nay hầu hết đều đồng ý rằng nó có màu đỏ rực. ELVES được ghi nhận lần đầu tiên khi một tàu con thoi ghi hình được nó trong vùng Guyane thuộc Pháp vào ngày 07 tháng 10 năm 1990. Sự kiện ELVES này được phát hiện trong đoạn video từ tàu con thoi bởi nhóm thực nghiệm MLE tại Trung tâm bay không gian Marshall (thuộc NASA), được chỉ đạo bởi Điều tra viên trưởng Otha H."Skeet" Vaughan, Jr.
ELVES là viết tắt của Emissions of Light and Very Low Frequency Perturbations from Electromagnetic Pulse Sources ("Sự phát sáng và nhiễu loạn tần số rất thấp từ các nguồn xung điện"). Điều này ám chỉ đến việc quá trình nguồn sáng được tạo ra khi các hạt electron va chạm vào các phân tử nitơ trên tầng điện li (các hạt này có được năng lượng từ các xung điện từ tới từ cơn dông phía bên dưới).

## Một số TLE khác
Các hiện tượng TLE thường có những tên gọi viết tắt giống như những nhân vật cổ tích như "yêu tinh", "người lùn", "người khổng lồ".

### Troll
TROLL, viết tắt của Transient Red Optical Luminous Lineaments (nghĩa là "vệt quang học đỏ thoáng qua"), là một chuỗi các sự kiện quang học xảy ra trong khoảng thời gian ngắn, bắt đầu là một đốm sáng đỏ được hình thành sau một tua của sprite, sau đó trở thành một vệt sáng màu đỏ dạt xuống. Chúng tương tự các jet.

### Pixie
Pixie ("tiên") được quan sát lần đầu vào mùa hè năm 2000 trong chương trình STEPS, một dự án lĩnh vực đa tổ chức nhằm khảo sát tính chất điện của các cơn dông tại khu vực High Plains, ở Hoa Kỳ. Một loạt các sự kiện phát sáng bất thường màu trắng phía trên cơn dông đã được quan sát trong khoảng thời gian 20 phút, mỗi sự kiện kéo dài trung bình 16 mili giây. Sau đó chúng được đặt tên gọi "pixie". Chúng có đường kính nhỏ hơn 100 mét và không liên quan đến tia sét.

### Ghost
Ghosts ("ma"), viết tắt của Green emissions from excited Oxygen in Sprite Tops ("sự phát quang màu xanh lục từ oxy bị kích thích ở đỉnh sprite") là những đốm sáng mờ nhạt, màu xanh lục xuất hiện sau các sprite đỏ, và dần biến mất trong vài mili giây. Chúng được quan sát lần đầu vào năm 2019 bởi thợ săn bão chuyên nghiệp Pecos Hank. Chưa có tạp chí khoa học nào viết về những hiện tượng này do chỉ mới được phát hiện gần đây, nhưng chúng đã được quan sát trên đoạn phim. Ánh sáng màu xanh lục của hiện tượng này được những người quan sát giả thiết là có nguồn gốc từ các nguyên tử oxy bị kích thích, theo cách giống màu xanh lục của cực quang, tuy nhiên điều này chưa được kiểm chứng.

### Gnome
Gnome ("thần lùn") là những tia sáng nhỏ, xuất hiện ngắn ngủi mọc lên từ vùng đỉnh hình đe của đám mây dông, được gây ra khi các luồng khí đi lên mạnh đẩy không khí ẩm lên phía trên đỉnh đe. Chúng chỉ tồn tại trong một vài micro giây, có chiều rộng khoảng 200 mét và chiều cao lớn nhất khoảng 1 km. Màu sắc của chúng vẫn chưa rõ vì chúng chỉ mới được quan sát trong các đoạn phim đen trắng.